# 옥타비아 버틀러
옥타비아 에스텔 버틀러(Octavia Estelle Butler, 1947년 6월 22일 ~ 2006년 2월 24일)는 미국의 과학 소설 작가이다. 휴고 상과 네뷸러 상을 여러 차례 수상했으며, 1995년 과학 소설 작가로서는 최초로 천재 상(Genius Grant)으로 불리는 맥아더 펠로우십을 수상했다.

## 한국에 번역된 작품들
- 킨(Kindred, 1979)
- 야생종(Wild Seed, 1980)
- 씨앗을 뿌리는 사람의 우화(Parable of the Sower, 1993)
- 블러드차일드(Bloodchild, 1995)
- 은총을 받은 사람의 우화(Parable of the Talents, 1998)
- 쇼리(Fledgling, 2005)